# الأرمن في باكو

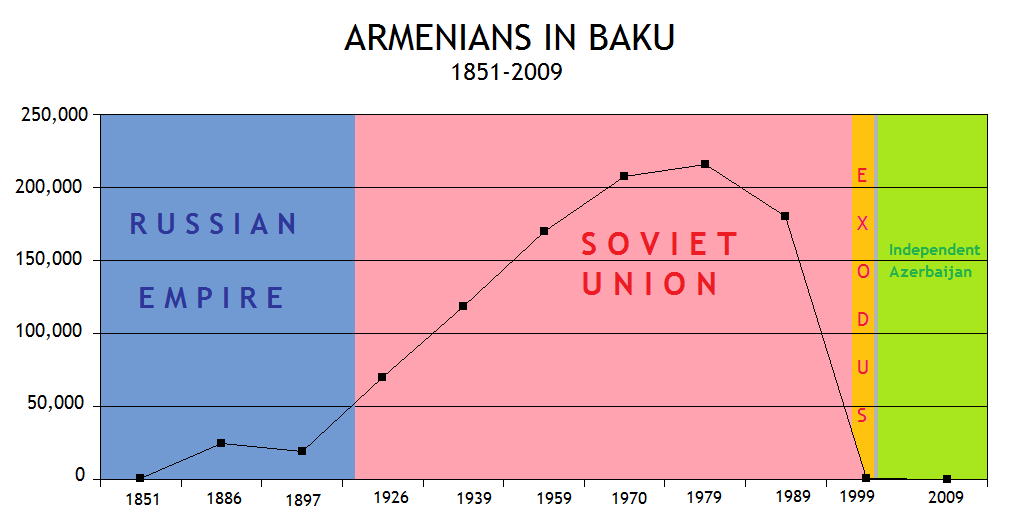
رسم يوضح النمو الديموغرافي للأرمن في باكو بين السنوات 1851-2009.

كانت باكو تأوي جمهرةً واسعة من الروس والأرمن واليهود حتى سنة 1988م، الأمر الذي انعكس على ثقافتها وجعل منها ثقافةً متنوِّعة حتى ذلك الحين. كانت الجاليّة الأرمنيّة الأرثوذكسيّة في باكو تُشّكل إحدى المراكز الثقافيّة والاقتصادية والسياسيّة في القوقاز في النصف الثاني من القرن التاسع عشر. حيث كان غالبيّة مالكين حقول النفط من الأرمن. وقد صنف أرمن باكو خلال القرن التاسع عشر كأقلية وسيطة في الإمبراطورية الروسية. حيث كان غالبيّة مالكين حقول النفط من الأرمن. وشغل الكثير منهم وظائف كتجار ومدراء صناعيين ومسؤولين حكوميين. وأنشأ الأرمن مجتمعاً نخبوياً في المدينة مع شبكة من الكنائس والمدارس، والتي كانت مسرحاً لثقافة أدبية حية. سمحت الظروف الاقتصادية المواتية التي وفرتها حكومة الإمبراطورية الروسية لكثير من الأرمن بدخول صناعة النفط المزدهرة في باكو. وشكلّ الأرمن جنباً إلى جنب الروس النخبة المالية للمدينة وتركز رأس المال المحلي في أيديهم أساساً. كان الأرمن ثاني أكبر مجموعة في القضاء. بحلول عام 1900، شكلَّت الشركات المملوكة للأرمن ما يقرب من ثلث شركات النفط العاملة في المنطقة. أدّى التوتر المتزايد بين الأرمن والآذريين (والذي كان يحرض عليه في كثير من الأحيان من قبل المسؤولين الروس الذين خافوا من الحركات القومية بين رعاياهم ذوي الأصول الإثنية غير الروسية) إلى مذابح متبادلة بين عام 1905 وعام 1906، وزرعت بذور عدم الثقة بين هاتين المجموعتين في المدينة وفي أماكن أخرى في المنطقة لعقود قادمة.
أدَّى النزاع حول إقليم قره‌ باغ بين أرمينيا وأذربيجان بدايةً من شهر يناير عام 1990م، أدَّى إلى قيام البرنامج المناهض للوجود الأرمني في البلاد، فتمَّ التعامل مع الأرمن بحزم وصرامة شديدة، وطُردوا إينما وجدوا، وكان من ضمنهم بطبيعة الحال جمهرة باكو، حيث إندلعت مذبحة ضد المجتمع الأرمني في باكو، ورُحِّل جميع أبناء المدينة من الأرمن إلى أرمينيا.